# Newsmax
 (транскр.  Њузмакс) америчко је медијско предузеће које је основао Кристофер Руди. Поседује телевизијску станицу, веб-сајт и часопис. Убрзо по оснивању, остварио је велики комерцијални успех у САД.
У Србији је између јуна 2020. и октобра 2022. радио у склопу Newsmax Adria. У септембру 2024. наставио је с радом у Србији с потпуно измењеним садржајем и руководством, под називом Newsmax Balkans.